# Jérôme Bonnissel
Jérôme Bonnissel (Montpeller, 16 d'abril de 1974) és un futbolista professional francès, ja retirat, que jugava de lateral esquerre.
Bonnissel va destacar en el club de la seua ciutat natal, el Montpellier HSC, on va romandre fins al 1996, quan fitxa pel Deportivo de La Corunya. Després de tres anys a Galícia, on no aconsegueix un lloc titular, retorna al seu país, al Girondins de Bordeus.
El 2003 fitxa pel Rangers, on guanya la lliga escocesa. Tot just juga uns mesos quan passa a Anglaterra, a les files del Fulham, on roman fins al 2005. Després d'uns mesos sense equip, Bonnissel fitxa per l'Olympique de Marsella, amb qui només juga cinc partits abans de retirar-se el 2006.